# Walter Jäger (Schachspieler)
Walter Bernhard Jäger (* 12. Juli 1913 in Frankfurt am Main; † 8. Januar 1976) war ein deutscher Schachspieler.

## Schachliche Erfolge
Jäger gewann fünfmal (1936, 1938, 1940, 1949 und 1950) die Frankfurter Stadtmeisterschaft. Er wurde viermal (1949, 1951, 1955 und 1958) hessischer Einzelmeister. Walter Jäger nahm an fünf deutschen Meisterschaften (1951, 1953, 1955, 1957 und 1959) teil. Sein bestes Ergebnis war der dritte Platz bei der Gesamtdeutschen Meisterschaft 1951 in Düsseldorf hinter Rudolf Teschner und Gerhard Pfeiffer. 1952 verlieh ihm der Deutsche Schachbund den Titel eines Nationalen Meisters. 1956 gewann Jäger den Dähne-Pokal. Er nahm 1957 mit der deutschen Mannschaft an der Mannschaftseuropameisterschaft in Wien teil und erreichte am zehnten Brett 2,5 Punkte aus sechs Partien. Walter Jäger wurde 1956 mit der Verbandsehrennadel in Gold des Hessischen Schachverband e. V. und ein Jahr später mit der Silbernen Ehrenplakette des hessischen Ministerpräsidenten ausgezeichnet. Jägers beste historische Elo-Zahl betrug 2536 im Januar 1952.
Vereinsschach spielte Walter Jäger für die Schachfreunde Frankfurt 1921.

## Privates
Walter Jäger war Klempner und Installateur sowie Elektriker. Er hatte seinen Lebensmittelpunkt in Frankfurt am Main. Er war verheiratet und hatte vier Kinder.